# Frostmusterboden

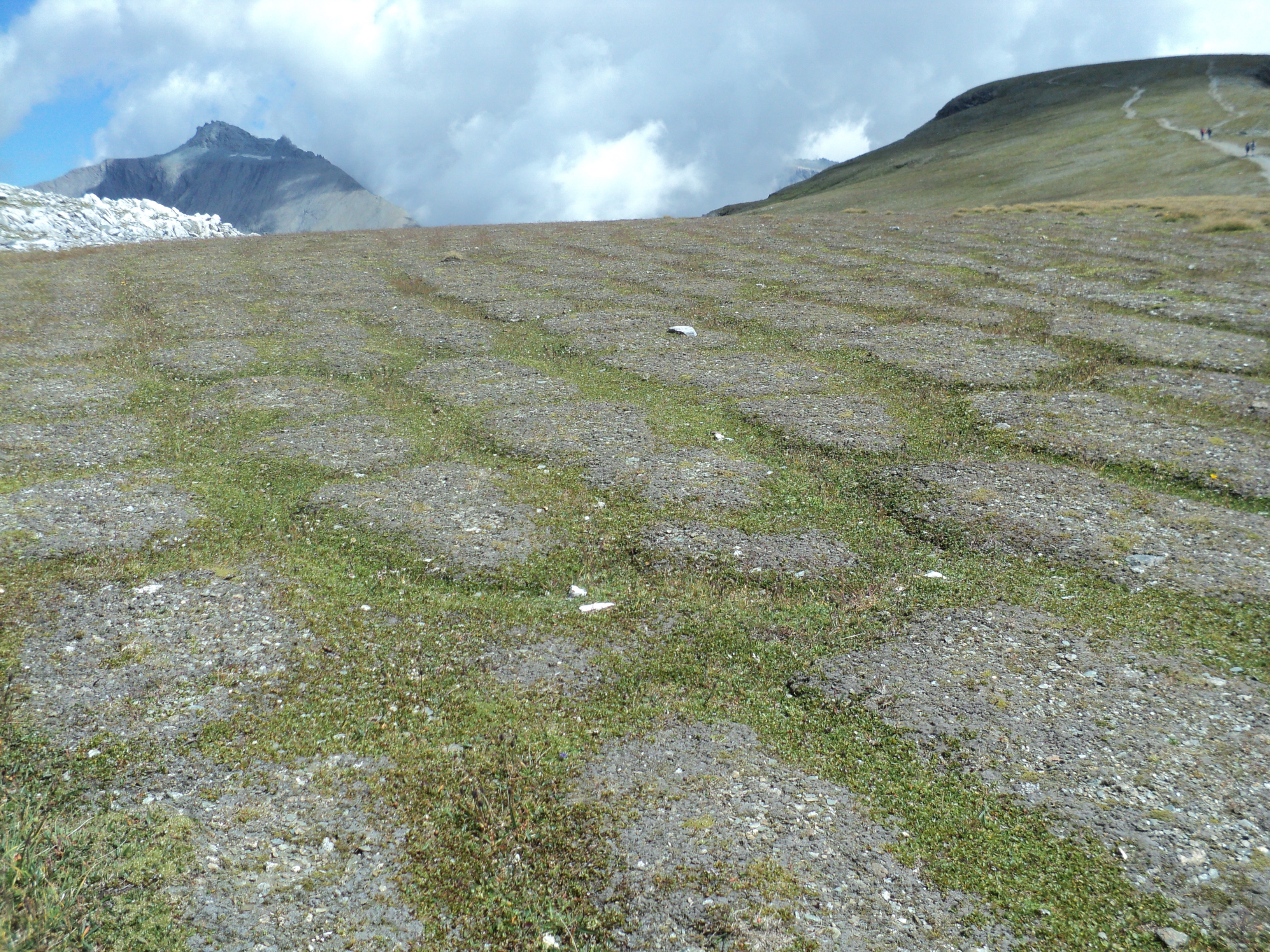
Frostmusterboden in Form von unsortierten Polygonen auf dem Fil de Cassons

Frostmusterboden (auch Strukturboden) ist eine Sammelbezeichnung für Oberflächenformen mit regelmäßigen Strukturen, die durch Einwirkung von Bodenfrost entstanden sind. Für die Entstehung sind verschiedene geomorphologische Prozesse verantwortlich, vor allem aber thermische Kontraktion sowie Frosthub. Diese können eine Sortierung der Bodenpartikel bewirken. Frostmusterböden kommen vor allem in der periglazialen Zone vor, können aber auch außerhalb dieser in Gebieten mit intensiver Frosteinwirkung auftreten, wie z. B. in der hyperariden Atacama-Wüste.
Für die sehr unterschiedlichen Formen der Frostmusterböden gibt es verschiedene Klassifizierungen, fast alle gehen von der von Albert Lincoln Washburn vorgeschlagenen Einteilung aus. Dabei wird zunächst zwischen sortierten und unsortierten Formen differenziert – die sortierten sind im Gegensatz zu den unsortierten an der Oberfläche nach Korngröße sortiert und meist von Steinen umrandet. Im Deutschen wird der auch als Synonym für Frostmusterboden verwendete Begriff Strukturboden nach einer Definition von Carl Troll nur auf die sortierten Frostmusterböden bezogen, die unsortierten Formen werden dann als Texturboden bezeichnet. Innerhalb dieser Zweiteilung wird nach Form unterschieden – dabei gibt es hauptsächlich Steinringe, Steinpolygone und Steinnetze im vorwiegend ebenen Gelände sowie Steinstreifen und Steingirlanden bei geneigten Flächen. Die in Permafrostgebieten häufigste Form sind Eiskeilpolygone, eine spezielle Form unsortierter Polygone (Vielecke).
Auch auf dem Mars zeigen hochauflösende Aufnahmen Muster, die den Frostmusterböden auf der Erde entsprechen, insbesondere in polygonaler Form. In den Gebieten, in denen solche Muster zu sehen sind, wurde Bodeneis nachgewiesen, auch sonst weisen einige dieser Strukturen große Ähnlichkeiten mit denen auf der Erde auf.

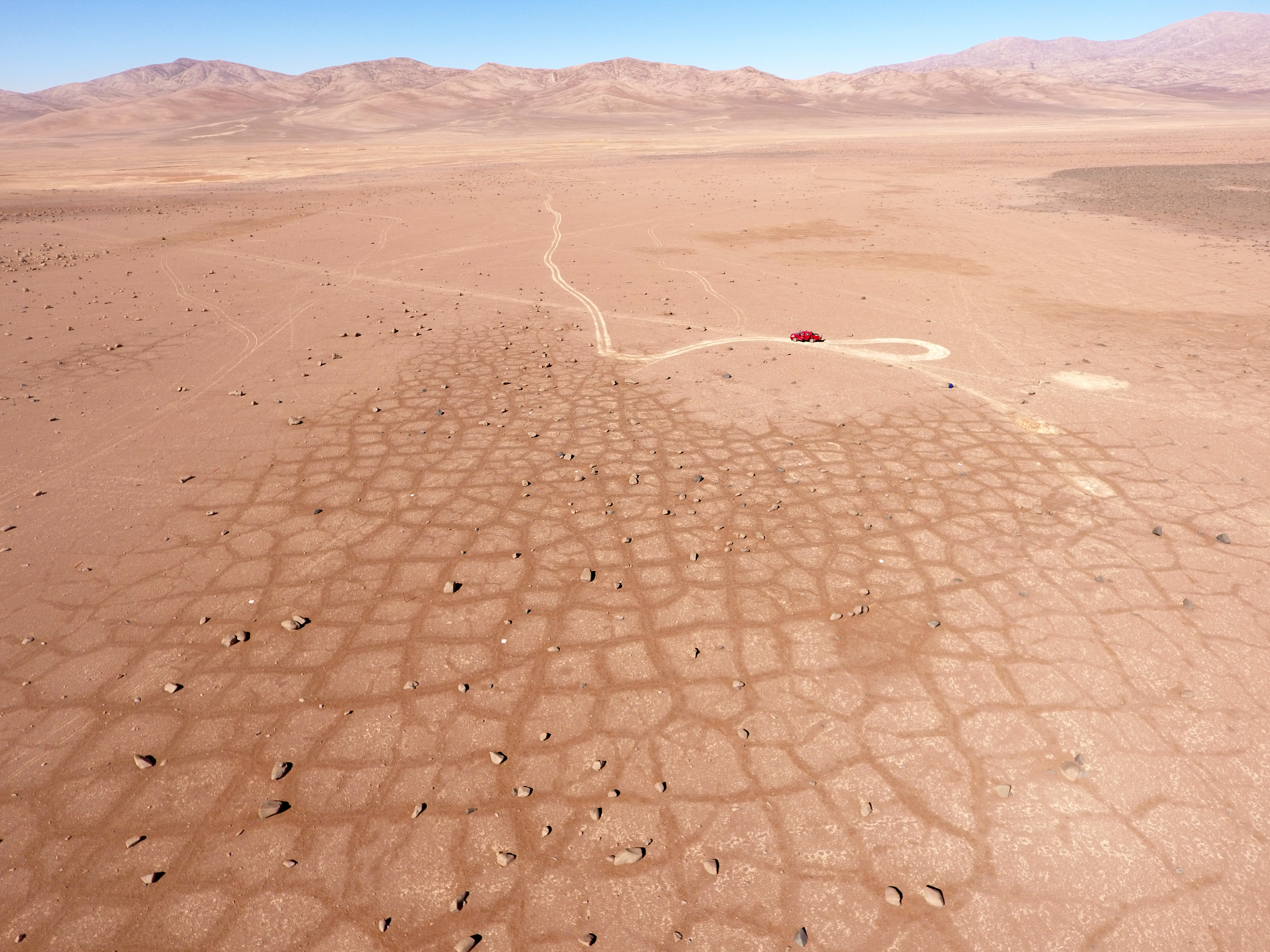
Strukturboden in der Form von polygonalen Netzwerken in der Atacama-Wüste.

## Klassifizierung
Die 1956 von Washburn vorgeschlagene Klassifizierung orientiert sich am Erscheinungsbild der Frostmusterböden und bewusst nicht am Entstehungsprozess, der zu diesem Muster führt. Auch ist die Einteilung keine im pedologischen Sinne. Aus diesem Grund wird sie verschiedentlich detailliert oder etwas abgewandelt.

### Sortierte Frostmusterböden

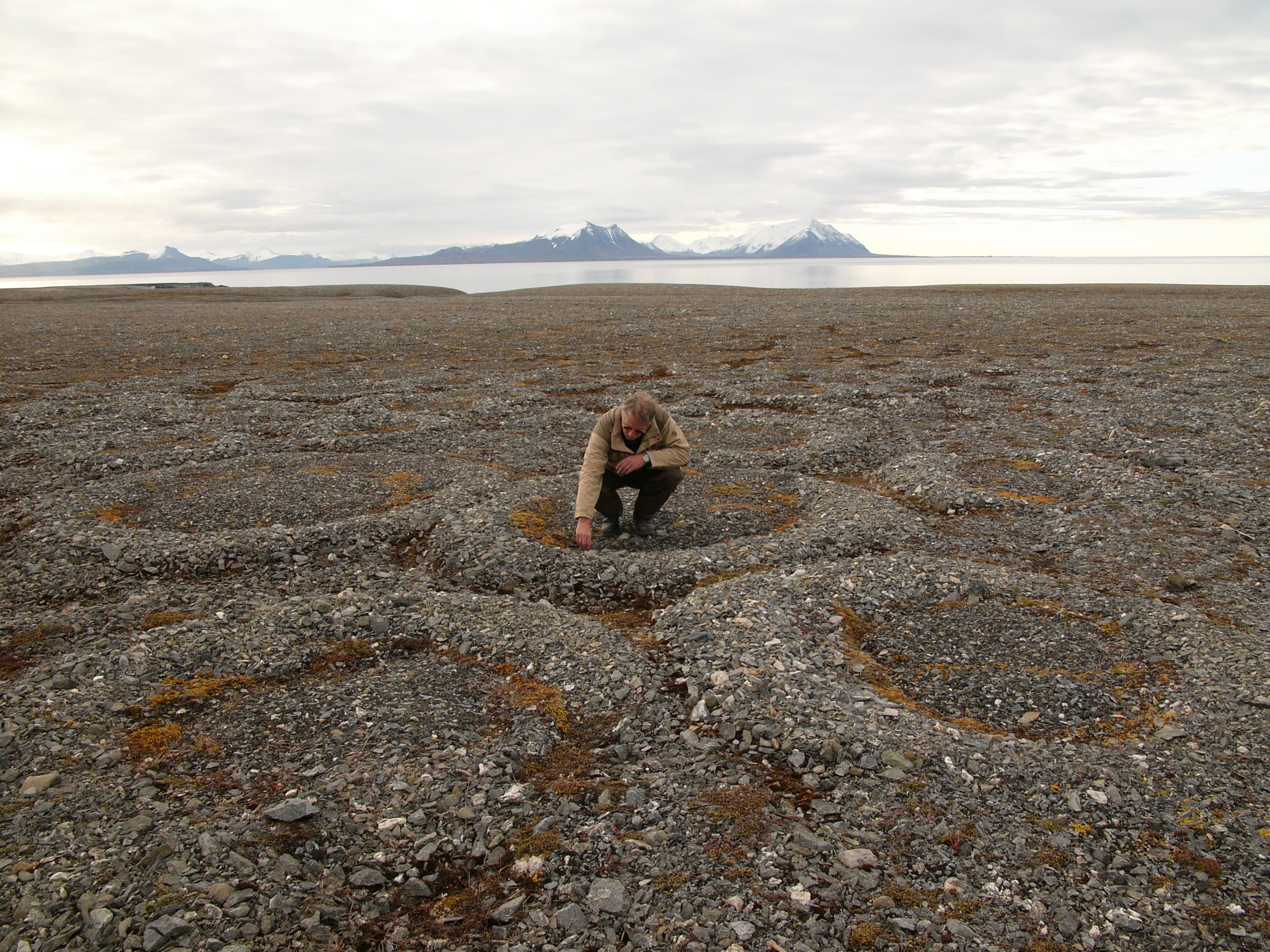
Sortierte Steinringe auf Spitzbergen

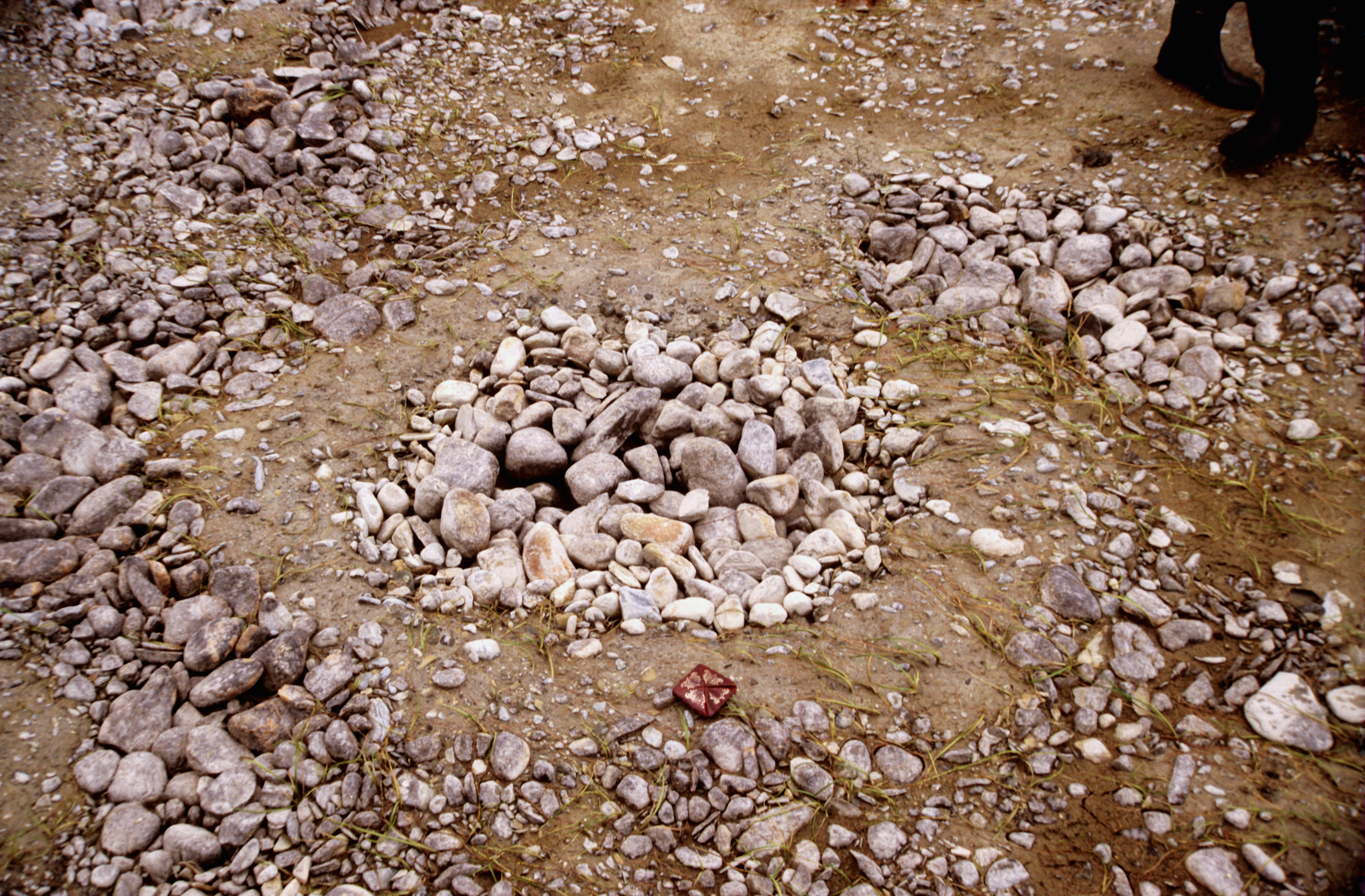
Sortierte Steinringe in Finnisch-Lappland

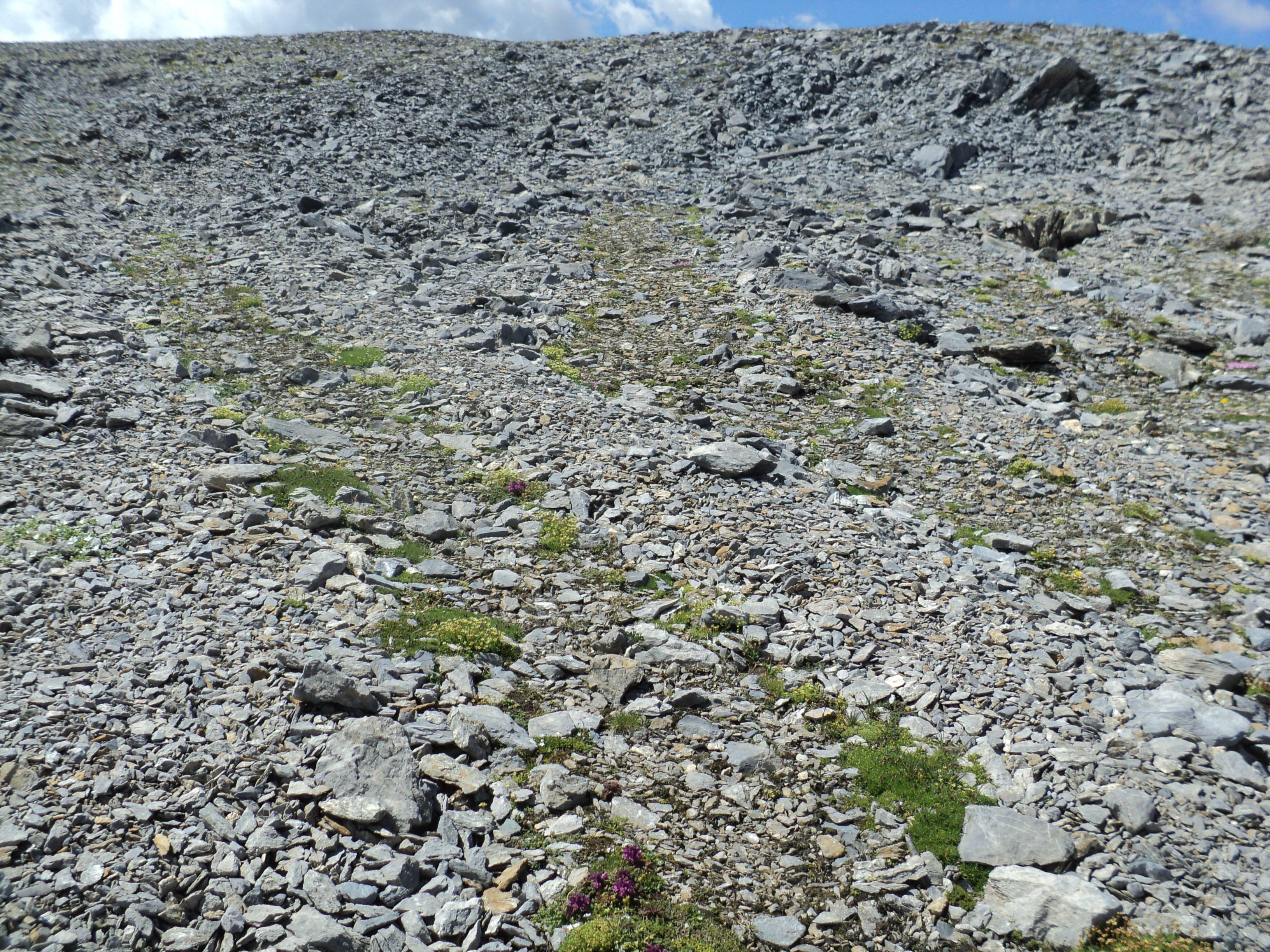
Sortierte Steinstreifen auf dem Fil de Cassons

Sortierte Frostmusterböden, für die auch der  Begriff Strukturböden verwendet wird, weisen ein sortiertes Korngrößenspektrum auf. Die Formen werden dabei durch größere Steine strukturiert, im Inneren der Zellen befindet sich feineres Material. Die Dimension dieser Strukturen reichen von weniger als 20 Zentimetern bis zu großen Formen mit mehreren Metern Durchmesser.
Die wichtigsten Formen sind folgende:
Sortierte SteinringeDas Muster dieser Form des Strukturbodens ist gleichartig in zahlreiche Richtungen, die Strukturen sind nahezu kreisförmig. Das sortierte Erscheinungsbild ergibt sich im Regelfall dadurch, dass feineres Material von Steinen eingefasst ist. Sortierte Ringe können einzeln oder in Gruppen auftreten. Der Durchmesser liegt normalerweise zwischen einem halben und drei Meter. Flache Steine stehen dabei oft hochkant. Im Zentralbereich des Steinrings können sich auch Steine befinden.
Sortierte SteinpolygoneDiese Form ähnelt den sortierten Kreisen, das Muster ist wie bei diesen in mehreren Richtungen gleichartig, es ergeben sich dabei aber polygonartige Strukturen. Die Muster können sich über eine recht große Fläche erstrecken, meist befinden sie sich in nahezu ebenem Gelände. Der Durchmesser der polygonartigen Zellen kann zwischen 10 Zentimetern und 10 Metern liegen, kleinere Polygone im Inneren des Musters sind dabei oft von größeren weiter außen umgeben.
Sortierte SteinnetzeAuch bei dieser Form ist das Muster in mehreren Richtungen gleichartig, aber die sich ergebenden Formen sind weder kreisförmig noch polygonartig. Der Durchmesser der einzelnen Zellen liegt zwischen einem halben und zehn Metern. Bei größerem Durchmesser sind auch die einfassenden Steine meist größer.
Sortierte SteinstreifenDiese bilden eine streifenförmige Abfolge von Steinen und feinerem Material. Solche Muster können ab einer Hangneigung von 3° auftreten, die Streifen verlaufen dabei entlang der Falllinie und können sich über mehrere hundert Meter erstrecken. Steinstreifen stellen oft eine hangseitige Fortsetzung von sortierten Polygonen oder Netzen dar.
Sortierte Steinstufen oder SteingirlandenDabei handelt es sich um ein bei leichter Hangneigung auftretendes, stufenartiges Muster, wobei feinkörnigeres Material am unteren Rand oft zungenartig durch Steine eingefasst wird. Die Hangneigung liegt typischerweise zwischen 5° und 15°. Es ist zu vermuten, dass sortierte Stufen kein eigenständiges Muster darstellen, sondern von der Hangneigung beeinflussten sortierten Kreisen oder sortierten Polygonen entsprechen. Einige sortierte Steinstufen stellen klar eine Zwischenstufe zwischen sortierten Steinpolygonen und sortierten Steinstreifen dar.

### Unsortierte Frostmusterböden
Unsortierte Frostmusterböden, auch als Texturböden bezeichnet, weisen keine Sortierung nach Korngröße auf. Sie haben ein homogenes, meist feinkörniges Substrat. Die musterbildende Rolle der Steine bei den sortierten Frostmusterböden spielt bei den unsortierten häufig die Vegetation.
Bei den unsortierten Frostmusterböden werden hauptsächlich folgende unterschieden:

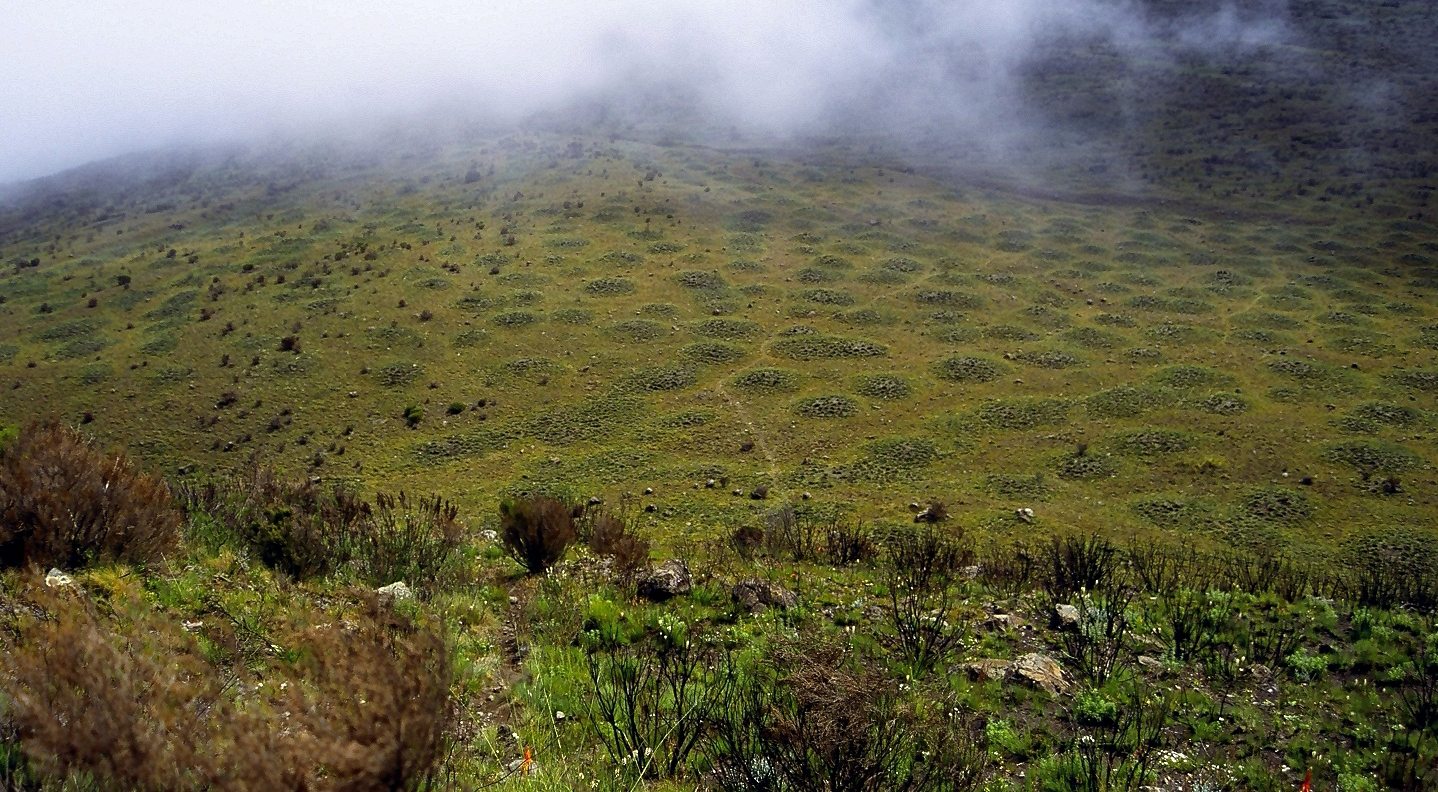
Frost-Hummocks unterhalb des Mugi Hill am Mount Kenya

Unsortierte SteinringeWie bei den sortierten Steinringen ist das Muster gleichartig in zahlreiche Richtungen, die Strukturen sind nahezu kreisförmig. Im Gegensatz zum sortierten Gegenstück gibt es aber keine Einfassung aus Steinen, sondern häufig bildet Vegetation diese Umrahmung. Der Durchmesser der Ringe liegt gewöhnlich zwischen einem halben und drei Metern. Manche Formen unsortierter Ringe werden auch „Frostbeulen“ (engl. frost boils) genannt.
Unsortierte SteinpolygoneVom Muster her entsprechen diese dem sortierten Gegenstück, wie bei den Kreisen gibt es bei der unsortierten Variante keine Umrahmung durch Steine. Oft erstreckt sich dieses Muster über große Flächen, meist in flachem Gelände, aber auch in Hanglagen sind unsortierte Polygone möglich, sogar bis zu einer Neigung von 30°. Man unterscheidet Mikro- und Makroformen, Erstere haben Durchmesser zwischen 5 Zentimetern und etwa einem Meter, bei Letzteren kann dieser über 100 Meter betragen. Wenn die Vegetation spärlich ist, konzentriert sie sich typischerweise um die umrahmenden Furchen und betont das Muster. Eine besondere Form in Permafrostgebieten sind Eiskeilpolygone. Bei dieser Makroform wird die Struktur durch Eiskeile gebildet. Der Durchmesser kann bis zu 150 Meter betragen, im Mittel sind es 10 bis 40 Meter. In der Ebene bilden sich vorwiegend drei- bis sechseckige Formen.
Unsortierte SteinnetzeWie bei unsortierten Steinringen und Steinpolygonen ist das Muster in mehreren Richtungen gleichartig, aber die sich ergebenden Formen sind weder kreisförmig noch polygonartig. Die Durchmesser der einzelnen Zellen liegen zwischen einem halben und zehn Metern. Wie bei den unsortierten Polygonen kann das Muster durch Vegetation betont werden. Verschiedene Formen von Hummocks fallen in diese Kategorie.
Unsortierte SteinstreifenWie bei den sortierten Gegenstück verlaufen die Streifen hangabwärts, das Streifenmuster wird aber in diesem Fall durch einen Wechsel der Vegetationsdichte gebildet. Die Streifen können mehrere 100 Meter lang sein. Manchmal wechseln dabei Streifen gleicher Breite mit und ohne Vegetation einander ab, in anderen Fällen gibt es 30 bis 60 Zentimeter breite bewachsene Streifen, die durch 3 bis 4,5 Meter breite vegetationslose Streifen getrennt sind. Unsortierte Streifenformen treten bei Hangneigungen zwischen 3° und 6° auf und können die hangseitige Fortsetzung unsortierter Polygone oder Netze sein.
Unsortierte StufenWie das sortierte Gegenstück treten diese in Hanglagen auf, wobei die Stufen statt durch Steingirlanden durch Vegetation eingerahmt werden. Die Hangneigung liegt gewöhnlich zwischen 5° und 15°. Man geht davon aus, dass unsortierte Stufen im Prinzip unsortierten Netzen oder Polygonen entsprechen, deren Entwicklung durch die Hanglage beeinflusst wird.

## Entstehung
Es sind teils unterschiedliche Entstehungsprozesse, die zu den verschiedenen Formen der Frostmusterböden führen. Bei den unsortierten Formen scheint dies besonders zu gelten, allein für die unsortierten Steinringe unterstellt man verschiedenartige Ursachen. Nicht für alle Formen gibt es heute eine allgemein akzeptierte Erklärung.
Frostmusterböden sind sehr verbreitet in Gebieten mit Permafrost, dort liegt die Hauptursache in thermischer Kontraktion und der Bildung von Eiskeilen. Aber auch wiederholte Gefrier- und Auftauvorgänge spielen eine Rolle. Prozesse wie differenzierender Frosthub, Kryoturbation, kryostatischer Druck und diapirartige Verlagerung von wassergesättigtem Material sind beteiligt, in Hanglagen auch Solifluktion.

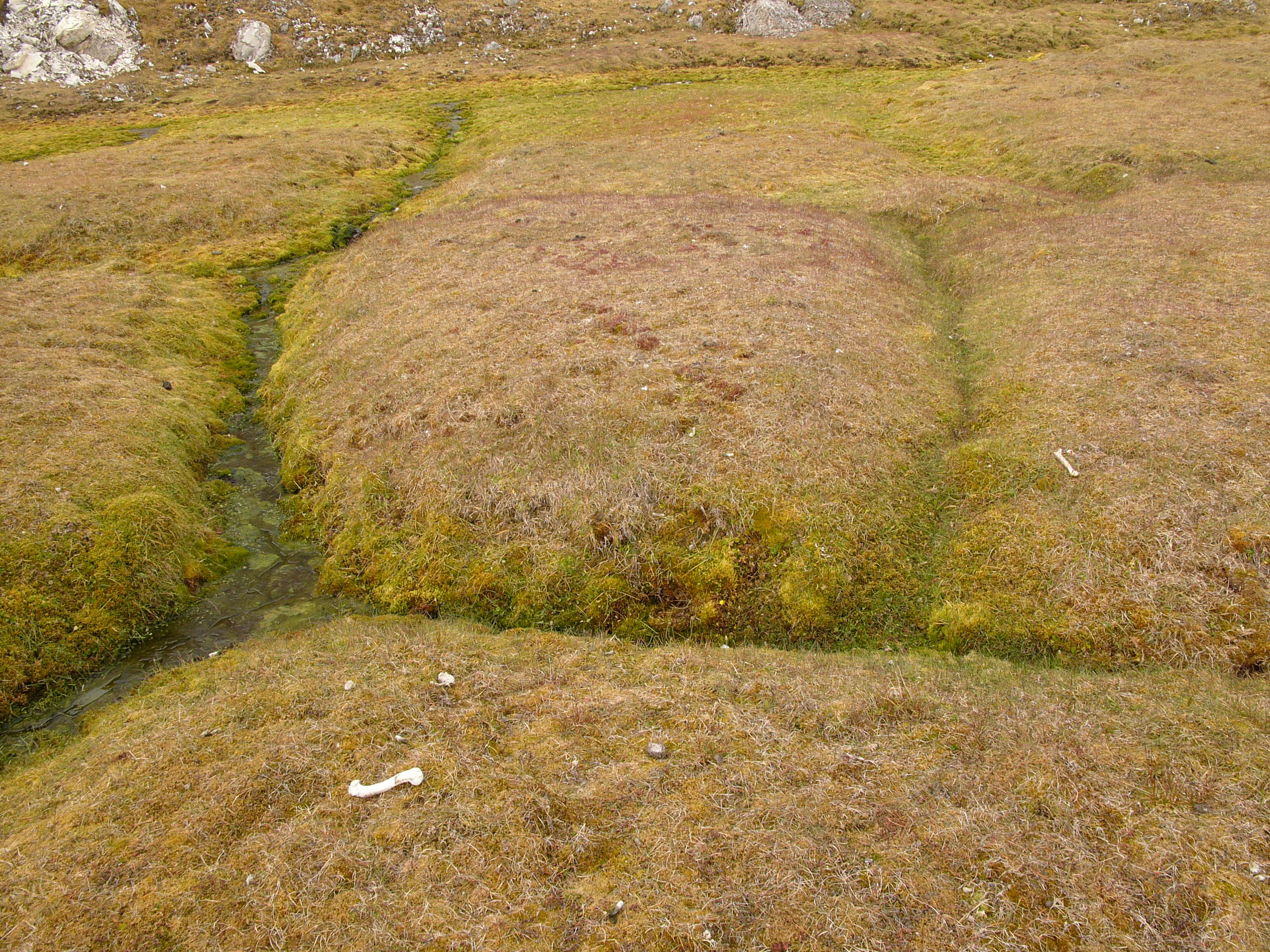
Eiskeilpolygone in Spitzbergen

Der Auslöser für die Bildung der in Permafrostgebieten häufigen Eiskeilpolygone ist thermische Kontraktion. Durch tiefe Wintertemperaturen reißt der Boden auf, und die Spalten füllen sich mit Schnee, Reif, wieder gefrierendem Wasser oder sonstigem Material. Bei den höheren Sommertemperaturen schließen sich diese Risse wieder. Im Folgewinter reißen sie an derselben Stelle wieder auf, da die vorwiegend aus Eis bestehende Füllung der ehemaligen Spalten weniger Zugspannung aushält als der gefrorene Boden, wodurch sich der Prozess verstärkt. Dabei ist nicht die Volumenzunahme beim Gefrieren von Wasser entscheidend, was auch daran ersichtlich wird, dass es in sehr trockenen Gebieten Polygone gibt, deren Spalten ausschließlich mit Sand gefüllt sind. Mittels numerischer Modelle lässt sich nachvollziehen, dass die Kontraktionsrisse polygonartige Muster bilden, deren Form und Größe hauptsächlich von der Bodenbeschaffenheit und den Temperaturunterschieden abhängt. Entscheidender als die mittleren Temperaturen sind dabei allerdings unregelmäßig auftretende rapide Temperaturstürze. Dies erschwert es, aus der Form und Größe der Muster Rückschlüsse auf die vergangene Klimaentwicklung zu ziehen.
Im Gegensatz zu den Eiskeilpolygonen spielen bei den sortierten Frostmusterböden wiederholte Gefrier- und Auftauvorgänge eine entscheidende Rolle. In einer im Jahr 2003 veröffentlichten Arbeit wird demonstriert, dass die verschiedenen Formen sortierter Frostmusterböden mittels eines numerischen Modells nachvollzogen werden können, wenn Prinzipien der Selbstorganisation zur Anwendung kommen. Dabei wurde das Simulationsmodell nur von zwei Parametern beeinflusst, zum einen die Hangneigung, zum anderen der Grad der „Bedrängung“ durch benachbarte Zellen. Der in diesem Simulationsmodell unterstellte Entstehungsprozess lässt sich in mehrere Phasen gliedern: Zunächst befördert die Bildung von Eislinsen und der daraus resultierte Frosthub die Steine entgegen der Richtung der Frosteinwirkung, also tendenziell nach oben, was auch als Auffrieren bezeichnet wird. Ein isolierter Stein an der Bodenoberfläche stellt nun einen instabilen und für Störungen anfälligen Zustand dar, da an der Boden-Stein-Grenze der Frosthub uneinheitlich wirkt – aufgrund der unterschiedlichen Feuchtigkeit unter und neben dem Stein. So kommt es zur Sortierung und zur Bildung von getrennten Stein- und Bodenbereichen. Durch den „Druck“, den der sich ausdehnende Bodenbereich weiterhin auf den Steinbereich ausübt, kommt es nun zu einer Längsstreckung des Steinbereiches. Abhängig vom Grad der Konkurrenz durch benachbarte Zellen bilden sich nun die unterschiedlichen Formen, bei starker Konkurrenz entstehen polygonale Formen, bei geringer kreisförmige. Bei größerer Hangneigung ergeben sich Streifen.

## Fossile Frostmusterböden
Frostmusterböden, die in der Vergangenheit entstanden sind und bei denen die klimatischen Bedingungen der Gegenwart keine Entstehung oder Weiterentwicklung solcher Formationen mehr zulassen, werden als fossil bezeichnet – im Gegensatz zu den aktiven oder rezenten Frostmusterböden. Beispiele hierfür sind inaktive Eiskeilpolygone, die in ehemaligen Permafrostgebieten zu finden sind. Wenn bei diesen das tauende Eis durch anderes Füllmaterial ersetzt wurde, spricht man von Eiskeilpseudomorphosen. In manchen Fällen spiegeln sich die polygonalen Muster ehemaliger Eiskeile in der Vegetation wider, beispielsweise in Form von Bewuchsmerkmalen in Getreidefeldern. In den mittleren Breiten sind einige solcher Strukturen zu finden, insbesondere zum Beispiel in Schmelzwassersenken und Gebieten mit Schuttablagerungen aus der Saale-Eiszeit. Aus der Luft sind normalerweise aber nur relativ junge Strukturen zu entdecken, da ältere durch Sedimente überdeckt sind. Andere Formen von Frostmusterböden sind häufig noch als Gebiete mit ehemaliger Kryoturbation erkennbar, es ist aber oft nicht klar, welcher Form sie ursprünglich entsprachen. Sortierte Frostmusterböden findet man nur relativ selten in fossiler Form, möglicherweise weil man sie nicht als solche erkennt.

## Polygonartige Strukturen auf dem Mars

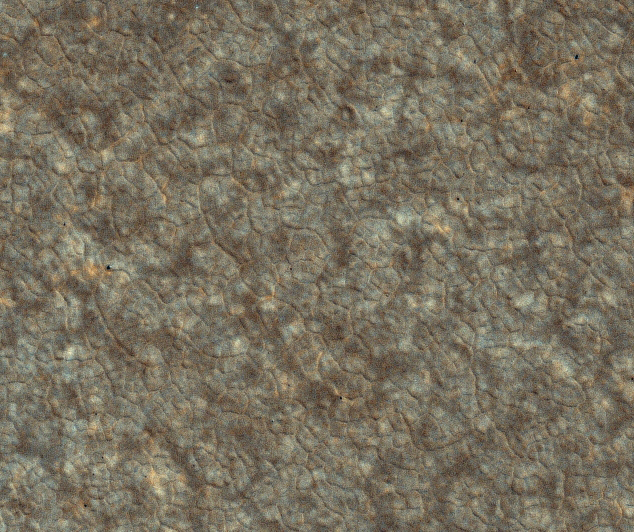
Polygonmuster im Landegebiet von Phoenix 68°
nördlicher Breite

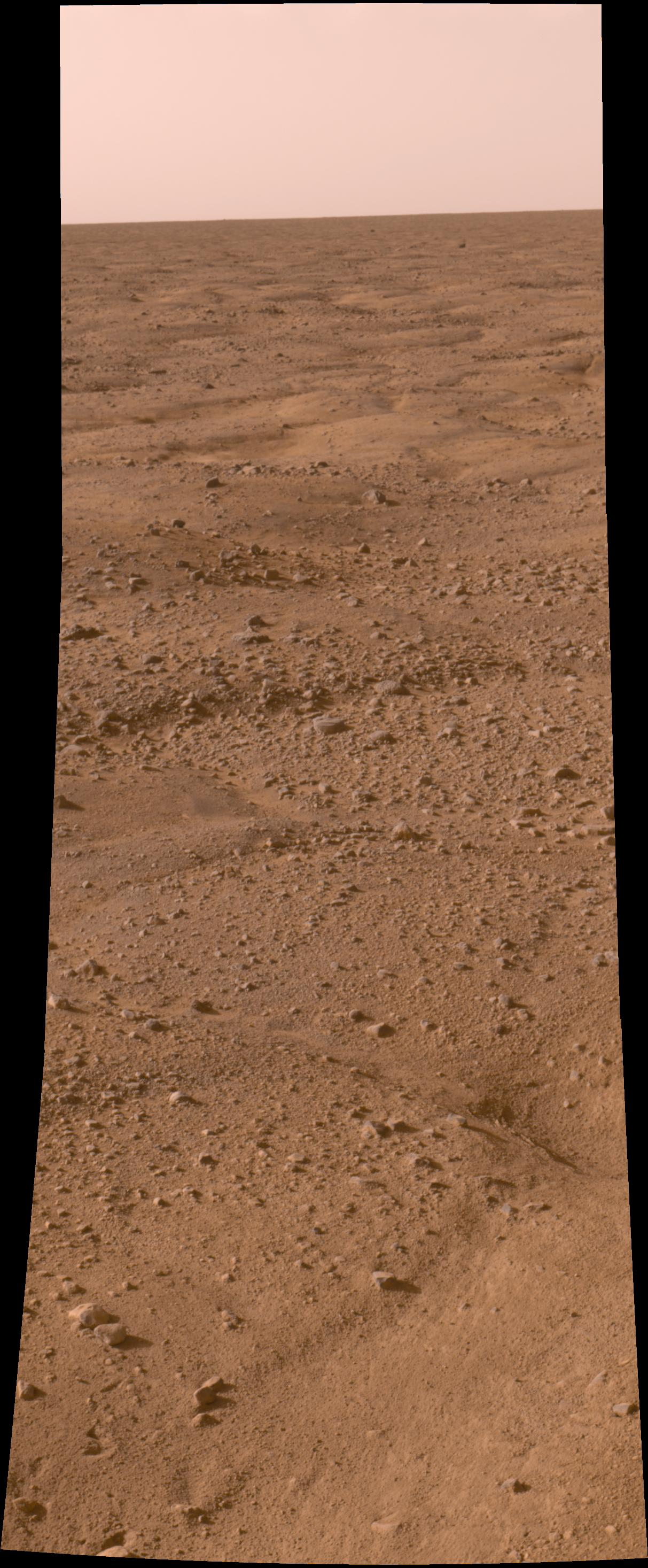
Polygonmuster mit einem Durchmesser von drei bis sechs Metern aufgenommen nach der Landung von Phoenix

Bereits auf Bildern der Viking-Missionen der 1970er-Jahre sind polygonale Strukturen in der großen nördlichen Ebene festgestellt worden. Der zwischen zwei und zehn Kilometern liegende Durchmesser der Polygone schließt jedoch nahezu aus, dass es sich um eine Analogie zu den irdischen periglazialen Phänomenen handelt – tektonische Störungen wurden als Ursache dieser Formen unterstellt. Mit den hochauflösenden Aufnahmen des Mars Global Surveyor und des Mars Reconnaissance Orbiters wurden Strukturen sichtbar, die weit mehr den Frostmusterböden auf der Erde zu gleichen scheinen. Wenn man diese hinsichtlich Form und Zellgröße kategorisiert, ergibt sich für viele dieser Kategorien, dass die jeweiligen Formen in sich entsprechenden Breiten auf der Nord- und Südhemisphäre zu finden sind – was auf einen klimatischen Zusammenhang hindeutet. In diesen Gebieten wurde außerdem mit dem Neutronenspektrometer Bodeneis festgestellt. Man geht davon aus, dass viele dieser Polygone entsprechend den Eiskeilpolygonen auf der Erde durch thermische Kontraktion gefrorenen Bodens entstehen. Ob und inwieweit in manchen Fällen auch wiederholte Gefrier- und Auftauvorgänge beteiligt sind, ist unklar. Insbesondere in der Vergangenheit wäre dies denkbar, da die Neigung der Marsachse – aufgrund der fehlenden Stabilisierung durch einen großen Mond – weit größeren Schwankungen  unterworfen ist als diejenige der Erdachse. In den letzten 10 Millionen Jahren kamen auch Neigungen bis zu 50° vor, was extreme Unterschiede zwischen Sommer- und Wintertemperaturen zur Folge hatte.
In dem Gebiet nahe der nördlichen Polarregion, in dem die Phoenix 2008 landete, finden sich Polygone mit einem Durchmesser von drei bis sechs Metern, wie es sie in der nördlichen Ebene häufig gibt. Für diese wird unterstellt, dass sie wie die Eiskeilpolygone auf der Erde durch thermische Kontraktion entstehen. Man geht davon aus, dass sie aktiv sind, da die Strukturen recht ausgeprägt sind. Die Spalten sind, ähnlich den in den Antarktischen Trockentälern zu findenden Polygonen, vorwiegend mit Sand und Schutt gefüllt. Nach Berechnungen eines numerischen Modells ergeben sich Polygone dieser Größe dann, wenn eine zwei bis sechs Zentimeter dicke Schicht mit Bodeneis unterstellt wird. Reichte sie tiefer, müssten die Polygone größer sein. In diesen Breiten gibt es auch größere Polygone mit Durchmessern von 20 bis 25 Metern. Diese lassen sich auf dieselbe Weise erklären, wenn man eine frühere Entstehung dieser Polygone unterstellt, zu einer Zeit extremeren Klimas mit einer größeren Neigung der Marsachse, als die Bodeneisschicht eine Mächtigkeit von zehn bis zwölf Zentimetern hatte. Es gibt zudem regelmäßig angeordnete Häufungen von Felsen und Geröll, durch die sich ein Muster mit ungefähr den Polygonen entsprechenden Dimensionen ergibt. Man geht davon aus, dass diese Sortierung des Materials mit der Entwicklung der Polygone zusammenhängt. Anders als bei den irdischen sortierten Frostmusterböden ist diese Materialsortierung aber offensichtlich weder auf Gefrier- und Auftauvorgänge noch auf Frosthub zurückzuführen.